# آلیسا بولی استوت
آلیسا بولی استوت (انگلیسی: Alicia Boole Stott؛ ۸ ژوئن ۱۸۶۰ – ۱۷ دسامبر ۱۹۴۰) یک ریاضی‌دان اهل بریتانیا بود.